# Кукутень (Лецкань, Ясси)
Кукутень, Кукутені (рум. Cucuteni) — село у повіті Ясси в Румунії. Входить до складу комуни Лецкань.
Село розташоване на відстані 318 км на північ від Бухареста, 12 км на захід від Ясс.

## Населення
За даними перепису населення 2002 року у селі проживали 496 осіб, усі — румуни. Усі жителі села рідною мовою назвали румунську.